# 戰魂榮歸
《戰魂榮歸》（英語：Home of the Brave）是一部2006年美國劇情片，由爾文·溫克勒執導並與馬克·弗里德曼合作編寫劇本，山繆·傑克森、潔西卡·貝兒、布萊恩·普雷斯利、五角、姬絲汀娜·莉芝和查德·麥可·莫瑞主演。劇情講述了四名陸軍國民警衛隊士兵在伊拉克的生活以及他們返回美國的故事。電影在摩洛哥和華盛頓州斯波坎拍攝；2006年12月15日在美國上映。
雪瑞兒·可洛的電影歌曲〈試著不去記住〉（Try Not to Remember）在第64屆金球獎上提名最佳原創歌曲。

## 演員
- 山繆·傑克森飾演威廉·馬許中校[4]
- 潔西卡·貝兒飾演凡妮莎·普萊斯中士
- 布萊恩·普雷斯利飾演專業技術兵湯米·耶茲
- 五角飾演專業技術兵賈馬爾·艾肯
- 姬絲汀娜·莉芝飾演莎拉·斯基維諾
- 查德·麥可·莫瑞飾演喬丹·歐文斯二等兵
- 维多利亚·洛威尔飾演潘妮洛普·馬許
- 維托·魯基尼斯飾演漢克·耶茲

## 外部連結
- 官方网站
- 互联网电影数据库（IMDb）上《戰魂榮歸》的资料（英文）
- AllMovie上《戰魂榮歸》的资料（英文）
- Box Office Mojo上《戰魂榮歸》的資料（英文）